# احتكاك الحزام

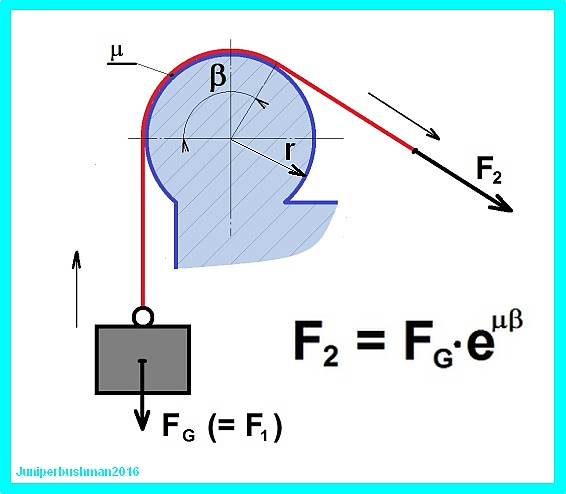

يُستخدم مصطلح احتكاك الحزام في وصف قوى الاحتكاك بين حزام وسطح، مثل حزام ملفوف حول مربط حبال، وعند سحب أحد طرفي الحزام لا ينتقل سوى جزء من هذه القوة إلى الطرف الآخر. لذا تتسبب قوة الاحتكاك في احتمالية اختلاف شد في الحزام عند كلا طرفي الحزام. ويمكن وضع نموذج لاحتكاك الحزام من خلال معادلة احتكاك الحزام.
من الناحية العملية، يمكن مقارنة الشد النظري الواقع على الحزام أو الحبل، والذي يتم حسابه بواسطة معادلة احتكاك الحزام، بأقصى درجات الشد التي يمكن أن يدعمها الحزام. وهذا يساعد مصمم هذا الجهاز على معرفة عدد المرات التي يجب أن يلتف فيها الحزام أو الحبل حول البَكرة لمنعها من الانزلاق. وقد أظهر متسلقو الجبال وملاحو السفن قدرًا قياسيًا من الإلمام والمعرفة باحتكاك الحزام عند إنجازهم للمهام الأساسية.

## المعادلة
فيما يلي المعادلة التي تُستخدم لوضع نموذج لاحتكاك الحزام، بافتراض أن الحزام ليس لديه كتلة وبأن المادة المصنوع منها لها تركيبة ثابتة:
{\displaystyle T_{2}=T_{1}e^{\mu _{s}\beta }\,}
حيث إن {\displaystyle T_{2}} هي مقدار الشد لدى جانب السحب، والذي يكون في العادة القوة الأكبر و{\displaystyle T_{1}} هي مقدار الشد لدى الجانب المقاوم و{\displaystyle \mu _{s}} هو مُعامِل الاحتكاك الساكن، والذي ليس لديه أي وحدات و{\displaystyle \beta } هي الزاوية، بوحدة القياس راديان، والتي تتشكل من خلال أول وآخر نقطة يلامس فيها الحزام البكرة عند وضع رأس الزاوية في مركز البكرة.
يتميز الشد عند جانب السحب بالقدرة على أن يزيد بطريقة أسية إذا ازداد حجم الزاوية (مثلاً عندما يكون ملفوفًا حول قطعة البكرة لمراتٍ عديدة) وكذلك كلما زاد مُعامل الاحتكاك.

## مُعامل الاحتكاك
هناك عوامل مُعينة تساعد على تحديد قيمة مُعامل الاحتكاك، وهذه العوامل المُحددة هي:
- المادة المستخدمة في صُنع الأحزمة – ويلعب أيضًا عُمر المادة دورًا عندما تبلى المادة وتتلف، كما تميل المادة الأقدم إلى أن تكون أكثر خشونةً وبالتالي يصحبها احتكاك أكبر عند الانزلاق.
- تركيب نظام البكرة المُحركة – وهذا يشمل قوة واستقرار المادة المستخدمة، مثل البكرة، وإلى أي مدى تتمكن من معارضة حركة الحزام أو الحبل.
- ظروف إجراء الاختبار – حيث سيقل الاحتكاك بين الحزام والبكرة بصورةٍ هائلة إذا تصادف وكان الحزام موحلاً أو رطبًا؛ حيث يعمل الحزام في مثل هذه الظروف كمادة تشحيمية أو مُزلِّقة بالنسبة للقوة. وهذا ما ينطبق أيضًا عند الظروف الجافة أو الدافئة للغاية والتي من شأنها تبخير أي مياه موجودة في الحزام بشكلٍ طبيعي، مما يزيد من الاحتكاك بصورةٍ أكبر بكثير.
- التصميم الكلي للتركيب – يشمل التركيب الظروف الأولية للبناء، مثل الزاوية التي سيلتف حولها الحزام وأقصى قدر من الشد الذي يمكن للحزام تحمله.

## التطبيقات
يُعد الإلمام والفهم الجيد لاحتكاك الحزام أمرًا ضروريًا بالنسبة لملاحي السفن ومتسلقي الجبال؛ وذلك لأن مهنتهم تتطلب قدرتهم على الوصول إلى الحد الأقصى من مقدار الوزن الذي يمكن لحبل لديه قدرة شد معينة أن يتحمله في مقابل عدد اللفات حول البكرة. كما أن وجود عدد كبير للغاية من الدورات حول أي بكرة يُصعِّب من سحب الحبل أو إطلاقه، ومن الناحية الأخرى فإن قلة عدد هذه الدورات ربما يتسبب في انزلاق الحبل. وتجدر الإشارة إلى أن سوء تقدير قدرة الحبل على دعم نفسه في مواجهة قوة معينة سيؤدي حتمًا في النهاية إلى حدوث عطل أو إصابة خطيرة.